# Salime-Stausee
Der Salime-Stausee (span.: Embalse de Salime) ist eine Talsperre des Río Navia im Westen Asturiens, die teilweise die Grenze zur galicischen Provinz Lugo bildet. Die Stauanlage wurde im Jahr 1954 eingeweiht und hat einen Stauraum von 265,60 Millionen Kubikmeter.
Nach Arbón und Doiras ist Salime die dritte Talsperre am Río Navia. Die Staumauer ist eine Gewichtsstaumauer mit einer Höhe von 128 m. Der Stausee nimmt eine Fläche von 685 ha ein, genutzt wird die Anlage hauptsächlich zur Energieerzeugung.

## Geschichte
Das Projekt wurde von Saltos del Navia en Comunidad initiiert, einer Gesellschaft, die 1945 gegründet zu gleichen Teilen den Unternehmen Hidroeléctrica del Cantábrico, S.A. und Electra de Viesgo, S.A. gehörte. Finanziellen Rückhalt bot die Banco Urquijo, die außerdem das Projekt und die technischen Studien ausarbeitete.
Als Architekt wurde Joaquín Vaquero Palacios engagiert, der das Projekt in den Jahren nach dem Zweiten Weltkrieg plante. 1946 begannen die Vorarbeiten, zwischen 1948 und 1953 wurden die Staumauer und das Kraftwerk gebaut, die Einweihung erfolgte 1954. Während einiger Zeit war Salime die größte Talsperre Spaniens und die zweitgrößte Europas. Sie gilt als eines der ersten Projekte des Gigantismo der Franco-Ära, der Pate für viele ähnliche Projekte stand.
Für den Bau mussten enorme Schwierigkeiten überwunden werden: Spaniens Wirtschaft lag darnieder und litt außerdem unter dem Wirtschaftsembargo der Siegermächte des Zweiten Weltkriegs. Das Projekt schien quasi unmöglich und nur durch größte Anstrengung konnte man der Mittelknappheit Herr werden. Die Turbinen lieferte England heimlich und unter Umgehung des UN-Embargos gegen Franco.

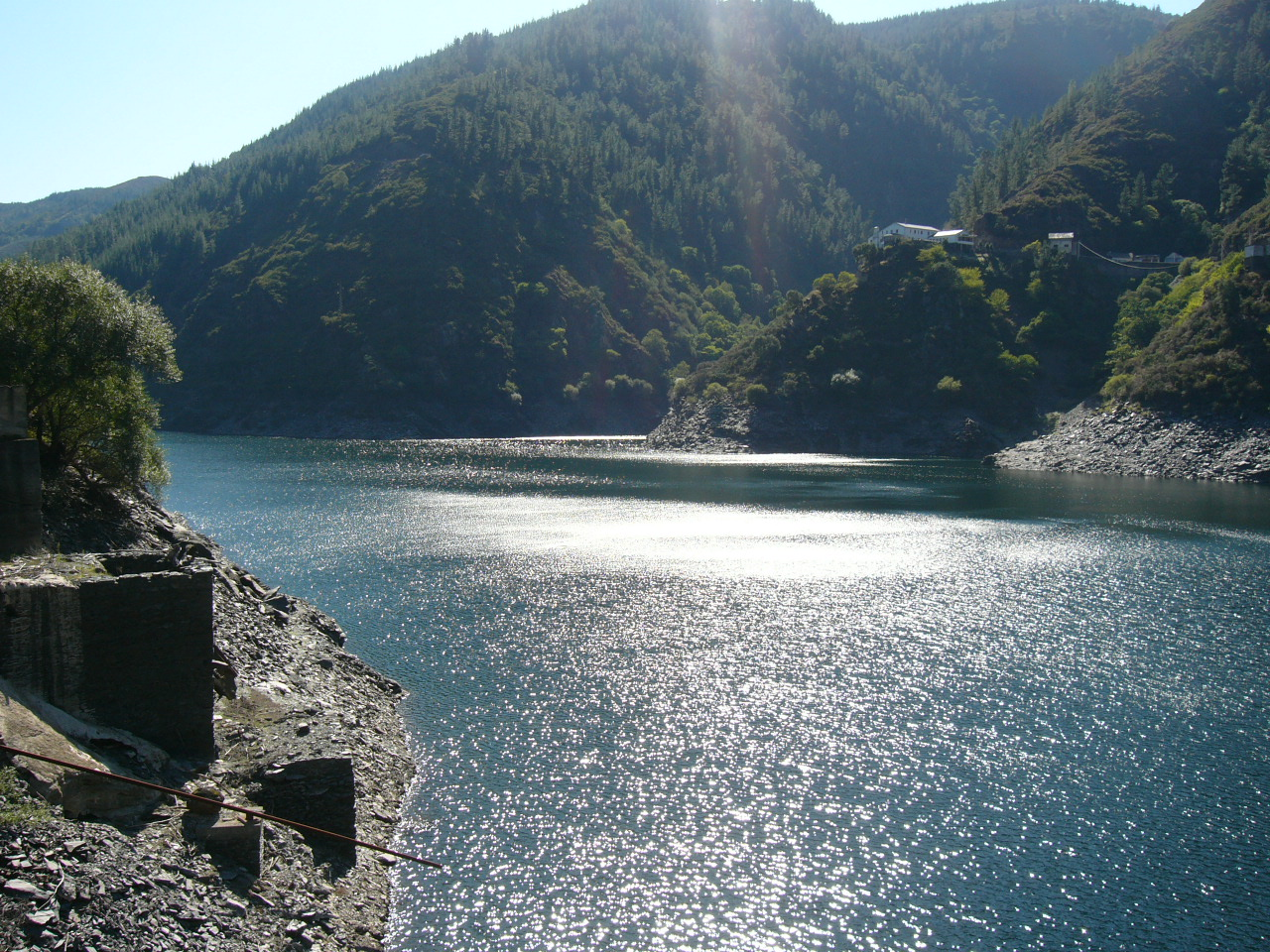
Salime-Stausee

Die vorbereitenden und flankierenden Maßnahmen hatten einen außerordentlichen Umfang: Es wurden Tunnel zur Umleitung des Flusses gebaut, Spundwände, Lager, Straßen, schräge Ebenen, Zementmühlen, eine 36 km lange Seilbahn zum Transport von Zementklinkern aus dem Hafen von Navia etc. 3500 Arbeiter aus anderen spanischen Regionen – hauptsächlich Andalusien – wurden angeworben. Für sie und ihre Familien wurden mehrere Arbeitersiedlungen angelegt. Auch die Lebensmittelversorgung der Arbeiter war ein Problem in diesen Jahren des Mangels. Ungefähr 100 Arbeiter verloren ihr Leben in Arbeitsunfällen während des Talsperrenbaus. Der Bau ist besonders vor dem Hintergrund dieser Schwierigkeiten beachtlich.

## Wasserkraftwerk Salime
Das Wasserkraftwerk (central hidroeléctrica) Salime befindet sich unter der Staumauer. Es verfügt über vier Generatorengruppen mit je 32 Megawatt, die zwischen 1953 und 1956 in Betrieb genommen wurden. Die Gesamtleistung beträgt 128 MW, im Jahresdurchschnitt erzeugt das Kraftwerk 350 Gigawattstunden. Die eingesetzten Francis-Turbinen haben einen Durchsatz von 152 m²/s, die erzeugte Energie wird über 132-Kilovolt-Netz abgeführt.